# تاريخ جماعة الإخوان المسلمين في مصر (1954 حتى الوقت الحاضر)
يشمل تاريخ جماعة الإخوان المسلمين في مصر (1954 حتى الوقت الحاضر) تاريخ الإخوان المسلمين في مصر من قمعها في عهد عبد الناصر إلى تشكيلها في أكبر كتلة معارضة في البرلمان المصري. تعمل جماعة الإخوان المسلمين تحت شعار «الإسلام هو الحل» وتهدف إلى إقامة دولة إسلامية مدنية ديمقراطية. وقد وصفت بأنها «قوة راسخة للغاية، مع مئات الآلاف من الأعضاء والشركات التابعة في جميع أنحاء الشرق الأوسط».

## الإخوان تحت حكم الناصر1954-1970

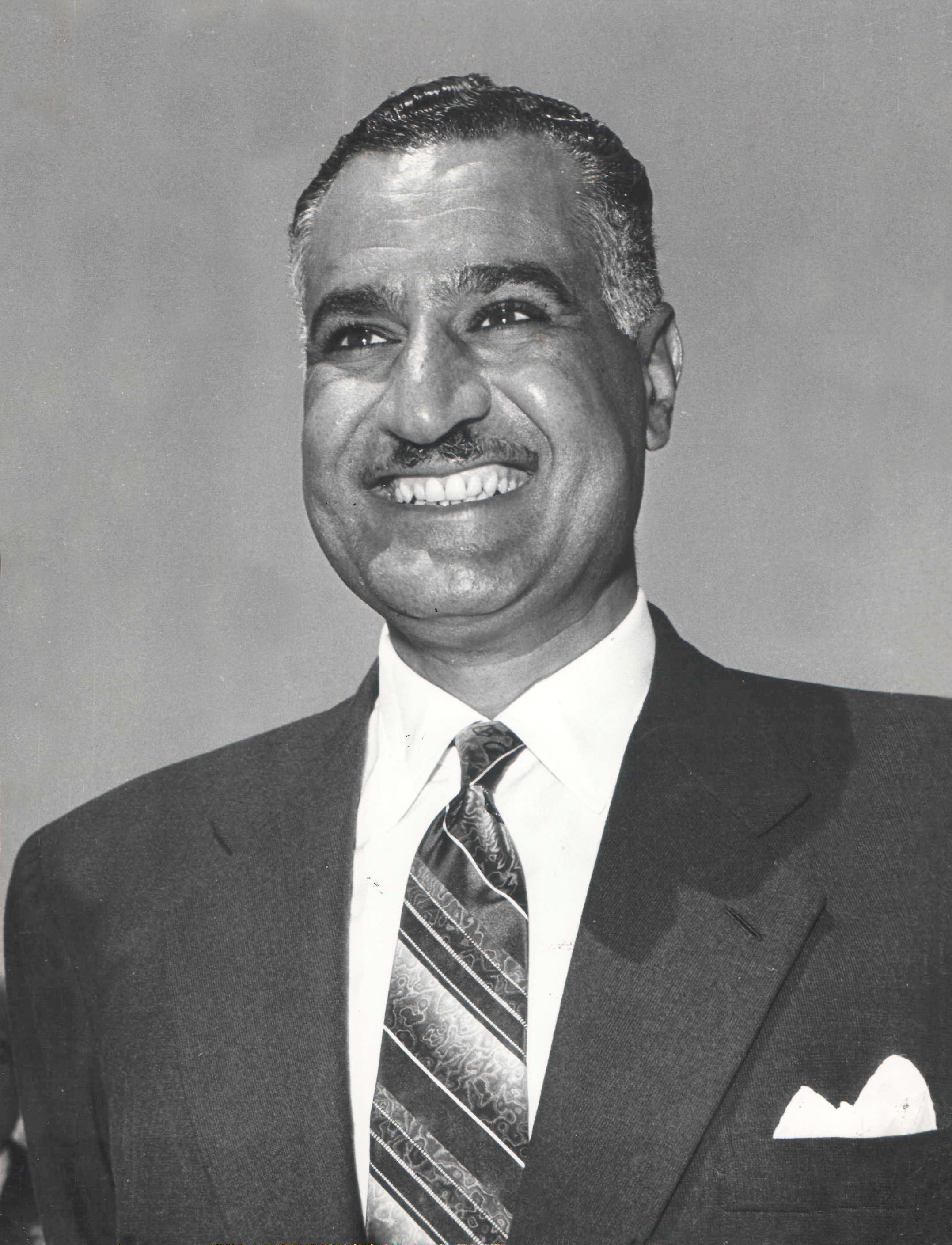
جمال عبد الناصر

طوال فترة حكم جمال عبد الناصر في مصر، وبعد العديد من محاولات الاغتيال والمؤامرات الإرهابية ضد الدولة، احتُجز العديد من أعضاء جماعة الإخوان المسلمين في معسكرات الاعتقال، حيث تعرضوا للتعذيب. أولئك الذين فروا من الاعتقال وذهبوا للاختباء، سواء في مصر أو في بلدان أخرى. أحد هؤلاء الذين تعرضوا للتعذيب كان سيد قطب، محرر سابق في جريدة الجمعية، وكاتب غزير الأدب من الخيال، والنقد الأدبي ومقالات حول القضايا السياسية والاجتماعية، ومؤلف كتاب العدالة الاجتماعية في الإسلام الأكثر مبيعا، والذي وضع مبادئ الاشتراكية الإسلامية. أصبح المفكر الأكثر نفوذا لدى الإخوان لفترة من الزمن، وفي عام 1959، منحه الدليل العام للمؤسسة حسن الهضيبي المسؤولية عن الإخوان المحتجزين في السجون ومعسكرات الاعتقال. حاول قطب تفسير الوضع في المخيمات من الناحية الإسلامية. هذه الانعكاسات، التي قام بتعميمها كتعليقات على مقاطع من القرآن الكريم، جاءت لتشمل تحليل للنظام الذي قضى بمعاملة بربرية على سجانيه.
بدأ هؤلاء الأخوان الذين ذهبوا تحت الأرض في إعادة التنظيم خارج السجون. في عام 1956، تم الإفراج عن من سُجِنوا ولم يحاكموا. قامت زينب الغزالي، رئيسة جمعية المرأة المسلمة، بتنظيم العمل الخيري من أجل تلبية الاحتياجات الأساسية لهؤلاء الإخوة الفقراء. جنبا إلى جنب مع زعيم الإخوان عبد الفتاح إسماعيل، واصلت لعب دور رئيسي في إعادة بناء المنظمة. بينما كان تركيز الغزالي على التعليم الإسلامي، ظهرت أيضاً مجموعات أخرى من الإخوان المسلمين المستقلين، الذين كانوا غير صبورين للانتقام من قمع جماعة الإخوان المسلمين عام 1954. وجدوا الإطار التحليلي والبرنامج السياسي الذي كانوا يبحثون عنه في كتابات قطب، والتي تم تعميمها من الغزالي والذي تقييمه لنظام عبد الناصر، والطريقة التي يمكن التغلب عليها، بدأت تتشكل تدريجيا.
في عام 1964، أُطلق سراح قطب لعدة أشهر، وتم نشر كتابه معالم في الطريق؛ تمت إعادة طبعه خمس مرات في ستة أشهر. في ذلك، جادل قطب بأن الإنسانية كانت في خضم أزمة عميقة سببها عدم اعتماد نظام قيّم يمكن أن يسمح للبشر بالعيش في تناغم. تهديد الحرب النووية كان من أعراض هذا المرض. لقد فشلت أنظمة القيمة التي كانت تهيمن على العالم في الوفاء بوعودهم. إن مفهوم الديمقراطية في العالم الغربي، القائم على أيديولوجية فردية، قد أدى إلى ظلم اجتماعي واسع، واستعمار، وهيمنة البشر على رأس المال. في الكتلة الشرقية، فشلت الأيديولوجية الجماعية كذلك: فقد الماركسية الاتصال بمبادئها الأصلية، وأصبحت إيديولوجية الدول الظالمة. رأى قطب أن الإسلام هو الحل لمأزق الإنسانية: العالم بأسره (بما في ذلك مصر) كان يعيش في حالة من الجاهلية، والتي يمكن ترجمتها تقريبًا كطريقة حياة تتميز بالعداء الجاهل تجاه إرادة الله. على وجه الخصوص، أخطأ البشر في السماح لأنفسهم بإنشاء نظم قيم خاصة بهم، بدلا من قبول سيادة الله.
على الرغم من أن موضوع فشل كل من الرأسمالية والاشتراكية لم يكن جديدًا في خطاب الإخوان، إلا أن تطبيق مفهوم الجاهلية على المجتمع المصري يمثل ابتكارًا، مدفوعًا جزئيًا بتجربة قطب الشخصية في وحشية ما أصبح دولة استبدادية.
من أجل لعب دوره الصحيح، كان الإسلام بحاجة إلى إيجاد تعبير ملموس في الأمة، مجتمع من الناس الذين كانت حياتهم تتفق بالكامل مع الأخلاق الإسلامية. كانت هناك حاجة إلى طليعة المؤمنين للبدء في إنشاء الأمة، التي سوف تنمو بعد ذلك حتى تشمل العالم بأسره. كان قطب يعني أن يقدم كتابه «معالم» يتتبع المسار الذي يجب أن تتبعه هذه الطليعة. وفي مواجهة دولة شمولية، نصحهم بإعداد الجهاد الذي تخطى جانبه العسكري الدفاع عن النفس، وكان يهدف إلى الإطاحة بمن استولوا على السيادة التي يجب أن تكون هي الله وحده. كان رأي قطب أن هذا الإعداد سيستغرق خمسة عشر عامًا.
أدت الأحداث الرئيسية إلى ظهور نقاشات داخل جماعة الإخوان المسلمين بين النشطاء الشباب الذين فضلوا انقلابًا فوريًا، وأعضاء أكثر خبرة مثل زينب الغزالي، الذي كان يرى أن على المؤسسة أن تقيد نفسها، لعقود من الزمن إذا لزم الأمر، للعمل التعليمي حتى كان 75 ٪ من السكان على جانبها. في أغسطس 1965، ادعت الحكومة أنها اكتشفت أن الإخوان ينظمون مؤامرة ثورية ضخمة. تم اعتقال حوالي 18,000 شخص، وتم سجن 100 - 200 شخص، وتم قتل 38 منهم في الحجز أثناء التحقيق. استخدمت الشرطة التعذيب بشكل منهجي أثناء الاستجواب؛ العديد منهم، بمن فيهم سيد قطب وزينب الغزالي، تعرضا للتعذيب لعدة أشهر. دمرت الشرطة قرية كرداسة، حيث اعتقدت الشرطة أن أحد المشتبه بهم كان مختبئاً، واعتقل وعذب سكانها بالكامل. رافق الغارات في جميع أنحاء مصر حملة إعلامية مكثفة ضد الإخوان المسلمين. على أساس اعترافات تم الحصول عليها تحت وطأة التعذيب، شنق قطب وشقيقان آخران في أغسطس 1966. وفي السبعينيات، ظهر أن المؤامرة قد تكون ملفقة من قبل أجهزة الأمن كجزء من نزاع بين مختلف الفصائل داخل النظام.
بعد موت قطب، ظلت أفكاره مؤثرة ولكنها مثيرة للجدل داخل جماعة الإخوان المسلمين. قام بعض الأخوة الأصغر سناً بتفسير تحليل قطب ليعني أنه يجب اعتبار كل من أخفق في التمرد على نظام استبدادي، أو لم تكن حكومته قائمة على الشريعة الإسلامية، مفروضاً. رأوا هذا كمبرر لاستراتيجية ثورية. اختلفت قيادة الإخوان المسلمين، التي فضلت النهج الإصلاحي، مشيرة إلى أنه يكفي أن ينطقوا بمهنة الإيمان مرتين كي يصبحوا مسلمين، وأنه رغم وجود مسلمين يخطئون، فإن هذا لا يعتبر سبباً للحرمان. على النقيض من هؤلاء الشباب الذين دعوا الثورة، حافظت القيادة على الرأي القائل بأن المنظمة يجب أن تعتمد على العمل التربوي من أجل إصلاح المجتمع المصري. هذه السياسة، التي ميزت جماعة الإخوان المسلمين منذ ذلك الحين، أكسبتها ازدراء الجماعات الإسلامية المسلحة الثورية.

## جماعة الإخوان في عهد السادات، 1970-1981م

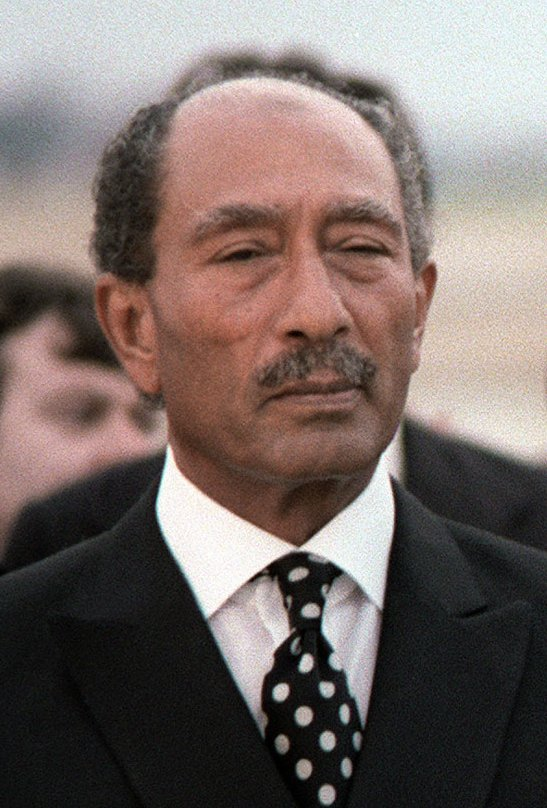
محمد أنور السادات

عصر السادات يشير إلى رئاسة أنور السادات، الفترة الممتدة لـ11 سنة من وفاة الرئيس جمال عبد الناصر في 1970، حتى اغتيال السادات بواسطة ظباط جيش متعصبين في 6 أكتوبر 1981. شهدت رئاسة السادات العديد من التغيرات في اتجاه مصر، معاكسًا بعض المبادئ الاقتصادية والسياسية للتيار الناصري بالانفصال عن الإتحاد السوفيتي جاعلًا مصر حليفًا للولايات المتحدة، وبدأ عملية السلام مع إسرائيل، وأعاد نظام تعدد الأحزاب، بالإضافة للتخلي عن الاشتراكية بإطلاق سياسة الانفتاح الاقتصادية.
قدم أنور السادات خليفة عبد الناصر سياسة التحرر الاقتصادي، وإلى حد أقل، التحرر السياسي. في عام 1971 تم إغلاق معسكرات الاعتقال، وبدأ النظام في إطلاق سراح الإخوان المسجونين تدريجيًا، رغم أن المنظمة نفسها ظلت غير قانونية. واستعاد آخر هؤلاء الذين لا يزالون خلف القضبان حريتهم في العفو العام لعام 1975. ولم تحدد جماعة الإخوان رسمياً دليلاً عاماً جديداً بعد وفاة الهضيبي في عام 1973؛ أصبح عمر تلمساني أبرز المتحدثين الرسميين. ورغم أن المنظمة رفضت إعطاء ولاءها للسادات، إلا أن منتقديها من اليسار المصري قاموا بتوبيخها لأنها لم تتخذ موقفاً واضحاً ضد النظام وضد اللامساواة الاقتصادية. جاء أعضاؤها لتشمل العديد من رجال الأعمال الناجحين الذين استفادوا من السياسات الاقتصادية للسوق الحرة (سياسة الانفتاح).
كان الطلب السياسي الرئيسي للإخوان خلال هذه الفترة هو تطبيق الشريعة. ردت الحكومة من خلال الشروع في مراجعة مطولة لكل القوانين المصرية لتحديد أفضل طريقة لمواءمتها مع الشريعة. في عام 1980، تم تعديل الدستور ليوضح أن الشريعة «هي المصدر الرئيسي لجميع التشريعات».
كان الهدف الآخر المهم للإخوان هو إقناع الحكومة بالسماح لها بالعمل بشكل قانوني والعمل كحزب سياسي، الذي سيقف ممثلوه في البرلمان. لم يُمنح هذا الطلب، وحُظرَ قانون الأحزاب السياسية لعام 1977 تحديدًا الأحزاب على أساس الانتماء الديني. ومع ذلك، تم التسامح مع جماعة الإخوان إلى حد ما، وفي عام 1976 سُمح لهم بنشر جريدتهم الشهرية، الدعوة («الدعوة إلى الإسلام»)، والتي يُقدَّر أن توزيعها قد بلغ 100000 قبل إغلاقها في 1981.
غالباً ما يركز «الدعوة» على مشكلة فلسطين. لم يوافق رؤساء تحريرها على اتفاقيات كامب ديفيد لعام 1978 ومعاهدة السلام التي وقعتها مصر وإسرائيل عام 1979، مجادلين بأن إسرائيل لن تقبل أبداً بحل سلمي وعادل للنزاع. تميل المقالات في الدعوة إلى تصوير كل اليهود، سواء كانوا إسرائيليين أم غير، باعتبارهم غير جديرين بالثقة ومذنبين بالظلم الذي يتحمله الفلسطينيون، والأساطير المتكررة للنصوص المعادية للسامية. في نفس الوقت، وغالبا في المقالات نفسها، واصلت الصحيفة رفض القومية العربية. أدان المحررين أيضا التبشير المسيحي والشيوعية والعلمانية.
يختلف العلماء حول تأثير الإخوان على السياسة المصرية في السبعينيات، لكن يبدو من الواضح أن الحركات السياسية الإسلامية الأخرى بدأت تلعب دورا أكثر أهمية. بعد هزيمة مصر في حرب عام 1967 مع إسرائيل، احتج الطلاب والعمال ضد فشل النظام في تحمل المسؤولية عن الهزيمة، وبدأوا في الدعوة إلى نظام سياسي أكثر ديمقراطية. كانت الحركة الطلابية الواسعة التي أخذت شكلها في البداية ذات طبيعة علمانية في المقام الأول، لكن الجماعات الإسلامية الطلابية ظهرت بشكل تدريجي، بفضل قدرتهم على تنفيذ حلول عملية للمشاكل التي يواجهها الطلاب في حياتهم اليومية (مثل الاكتظاظ الشديد)، وسائل نقابة الطلاب الوطنية التي تم انتخابهم بشكل متزايد في مناصب المسؤولية. عندما تسببت السياسات الاقتصادية للسادات في حدوث زيادات حادة في الأسعار للضروريات الأساسية والتدهور المروع في الخدمات العامة (مما أدى إلى أعمال شغب ضخمة في يناير 1977)، اكتسبت هذه الجماعات نفوذًا خارج الجامعات أيضًا. دَعَمَ حزب الدعوة الحركة الطلابية الإسلامية، ودعيَ قادة الإخوان للتحدث في تجمعات احتفالية كبيرة نظمتها مجموعات طلابية في الأعياد الإسلامية. عندما بدأت الحكومة تعيق الحركة الطلابية، ثم هاجمتها باستخدام شرطة مكافحة الشغب، توترت علاقات الإخوان مع الحكومة أيضاً.
رفض الناطقون باسم جماعة الإخوان المسلمين باستمرار العنف الثوري والإرهابي للجماعات الإسلامية المسلحة التي ظهرت في مصر خلال السبعينيات (مثل الجهاد، الذي اغتال السادات في أكتوبر 1981). وفي الوقت نفسه، جادلوا بأن اضطهاد الشرطة الوحشي بشكل متزايد كان السبب الرئيسي لهذا التطرف، وأنه إذا تم إخضاع الإخوان المسلمين، فسيكون بمقدورهم المساعدة في منع التطرف من خلال توفير التعليم الإسلامي للشباب. هذه الحجج سقطت على آذان صماء. في الأشهر التي سبقت اغتياله، وبينما كانت شعبيته آخذةٌ في التدهور، أمر السادات باعتقالات واسعة النطاق بين جميع قوى المعارضة، بما في ذلك جماعة الإخوان المسلمين. تم إطلاق سراح الأخوان المعتقلين في يناير 1982، بعد أن تم تبرئتهم من أي مخالفات.

## الإخوان تحت حكم مبارك 1981-2011م

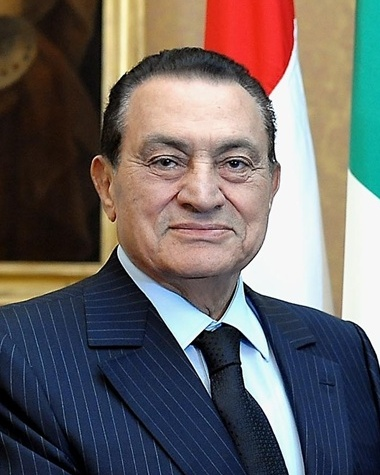
حسني مبارك (رئيس مصر السابق)

خلال رئاسة حسني مبارك، الذي خلف السادات في عام 1981 وبقي في السلطة حتى عام 2011، لا تزال علاقات الإخوان مع الحكومة في الأساس ما كانت عليه في عهد السادات: يتم التسامح مع الإخوان المسلمين إلى حد ما، ولكن غير قانوني رسميًا، غير مسموح به. لتوزيع الأدب أو التجمع في الأماكن العامة، ويخضع لعمليات اعتقال دورية. ومع ذلك، فقد نشرت صحيفتين (ليوا الإسلام، و «راية الإسلام»، و «الاعتصام»، وحافظت على مكاتب إقليمية ووطنية وأدلت بتصريحات علنية، وكتبت كتب من قبل الأخوين البارزين في المكتبات. عقدت جماعة الإخوان المسلمين نظرتها الإصلاحية، وتتبعت نهجًا تدريجيًا طويل الأمد لإقامة دولة إسلامية بموافقة شعبية، من خلال إصلاح المجتمع من الأسفل إلى الأعلى، باستخدام الإقناع وغيره من الوسائل اللاعنفية.
على الرغم من كونها محظورة، فقد تمكن الإخوان من الاستفادة من التطورات السياسية والاجتماعية في مصر لزيادة عضويتها وتأثيرها. يفرض قانون الطوارئ المصري قيودًا صارمة على المعارضة السياسية القانونية، ويُعتقد على نطاق واسع أن الانتخابات يتم تزويرها بشكل روتيني لصالح الحكومة. ومع ذلك، ازدهرت المنظمات الخيرية الإسلامية والمساجد الخاصة. على الرغم من أن العديد من هذه المنظمات غير سياسية، إلا أنها تقع إلى حد كبير ضمن هذه الشبكة اللامركزية للجمعيات، التي تسعى وراء جداول أعمال مختلفة وتتمتع بدرجات متفاوتة من الاستقلالية عن الدولة، والتي وجدها المعارضة. هناك أيضاً أدلة غير مؤكدة على أن النشطاء الإسلاميين قد اكتسبوا بعض التأثير داخل بيروقراطية الدولة، وأن مؤيديهم يشملون العديد من الأطباء والمعلمين والإداريين. وقد استفاد الإخوان المسلمون من هذه التطورات أكثر من أي مجموعة سياسية إسلامية أخرى، ويرجع الفضل في ذلك جزئياً إلى الجهود النشطة التي بذلها كادر من الناشطين ذوي الخبرة في الثلاثينات والأربعينيات، الذين صقلوا مهاراتهم في الحركة الطلابية في عهد السادات وانضموا إلى جماعة الإخوان المسلمين. بعد التخرج.
نجح الإخوان بشكل خاص في تجنيد الشباب، بما في ذلك طلاب الجامعات والخريجين الجدد. كانت الوظائف والمواد المادية والأموال اللازمة لحفل زفاف تقليدي بعيدة المنال على نحو متزايد بالنسبة للمصريين الشباب، والفساد المستشري ونظام سياسي استبدادي مغلق، قد ولدا الاغتراب (اليأس) واليأس. يقدم الإحياء الإسلامي طريقة حياة يمكن فيها احترام الشباب من أجل تقديسهم وتعلمهم الإسلامي بدلاً من ألقابهم أو ثرواتهم، والتي يعتبر فيها الإعجاب مجرد العيش بكل بساطة. إن الرأي القائل بأن من واجب كل مسلم أن يشارك في الإصلاح السياسي والاجتماعي (الذي يؤكده الإخوان بشكل خاص) هو بمثابة ترياق للإقصاء السياسي والانهزامية، مما يمكن الشباب من الشعور بالتفاؤل بشأن المستقبل. ووجدت النساء من الطبقات المتوسطة والطبقة المتوسطة أن الاحتفال الديني الصارم يمنحهن قدرا أكبر من الاحترام، مما يمكنهن من تجاهل القوانين الاجتماعية الأخرى التي من شأنها أن تحد من خياراتهن في مجالات مثل التعليم والوظيفة والزواج. يشمل عمل الشباب في جماعة الإخوان المسلمين تنظيم الندوات والمسرحيات الإسلامية، ودعم مرشحي الإخوان في الانتخابات في اتحادات الطلاب، والجمعيات المهنية والبرلمان، والمشاركة في المظاهرات.

### الثمانينيات
في الثمانينيات وأوائل التسعينات، كان عدد متزايد من أعضاء الجمعيات المهنية الرائدة في مصر من الخريجين الجامعيين الأقل حظًا اقتصاديًا. لقد ساعدت أصواتهم مرشحي الإخوان في الحصول على أغلبية كبيرة في المجالس التنفيذية للعديد من هذه الجمعيات، مثل تلك التي تمثل المحامين والأطباء والصيادلة والعلماء والمهندسين، الذين هزموا الحكومة والمرشحين الإسلاميين العلمانيين والمتشددين في انتخابات مفتوحة وتنافسية. تحت قيادة الإخوان المسلمين، قامت العديد من الجمعيات المهنية بوضع برامج للمساعدة في علاج الصعوبات العملية التي يواجهها الخريجون الشباب، وتقديم التأمين الصحي، والقروض منخفضة الفائدة والتدريب لتعبئة الفجوات التي خلفتها الدورات الجامعية غير الكافية. ومع ذلك، فإن الموارد المحدودة المتاحة للجمعيات المهنية لم تمكن هذه البرامج من أن يكون لها تأثير كبير، ونجاح الإخوان في هذا المجال يرجع إلى تصور الناخبين لمرشحيهم على أنهم صادقين وبدافع من الشعور بالواجب المدني، في المقابل للفساد الذي غالباً ما يميز الجمعيات المهنية. منحت هذه الجمعيات الإخوان منصة يمكن من خلالها انتقاد افتقار مصر إلى انتخابات برلمانية ورئاسية حرة واستخدام التعذيب في السجون، والدعوة إلى إلغاء قانون الطوارئ.
الانتخابات البرلمانية، رغم أنها مغلقة إلى حد كبير أمام المعارضة، تعطي بعض المؤشرات على شعبية الإخوان في عهد مبارك. في انتخابات 1984، سمح لجماعة الإخوان بترشيح مرشحين لحزب الوفد. في عام 1987 سمح بتكرار التجربة، هذه المرة تحول إلى حزب العمل. في كلتا الحالتين، حصل الحزب المتحد مع الإخوان على أصوات أكثر من جميع الأحزاب المعارضة الأخرى مجتمعة.

### التسعينيات
ابتداءً من عام 1992، لجأت الحكومة مرة أخرى إلى إجراءات قمعية لوقف النفوذ المتزايد للإخوان. في عام 1993، تم وضع الجمعيات المهنية تحت سيطرة الدولة المباشرة. في عام 1995 و 1996، تم القبض على أكثر من ألف اخ. وأدين العديد من المحاكم العسكرية لعدة سنوات من العمل الشاق؛ كانت التهمة الرئيسية هي أن المتهمين كانوا أعضاء في منظمة غير قانونية كانت تخطط للإطاحة بالحكومة. في الوقت نفسه، وجهت الحكومة حملة إعلامية ضخمة ضد الإخوان المسلمين، متهمة إياها بأنها جماعة إرهابية. يمكن تفسير رد الفعل هذا على أنه أفضل محاولة لتجنب التحدي غير العنيف والشعبي لسلطة النظام، من خلال منع الإخوان من المشاركة في الانتخابات. وبالمثل، في عام 1998، ألقي القبض على المئات من الطلاب الناشطين الإسلاميين قبيل انتخابات الاتحادات الطلابية. كان الإخوان عرضة بشكل خاص لهذه الحملة بسبب عدم دعمها بين الطبقات المتوسطة العليا، والعمال الصناعيين، والأفقر والأقل تعليما في المجتمع المصري.
أدى القمع الحكومي المتزايد إلى صراع بين «الحرس القديم» التابع للإخوان المسلمين، والذي سيطر على مكتب الإرشاد، والجيل المتوسط من القادة، الذين فضلوا التعاون مع الاتجاهات السياسية الأخرى، وجدل داخلي أكثر انفتاحًا حول القضايا السياسية، وجهدًا أكثر تناسقًا كسب الشرعية للمنظمة وتفسير أكثر ليبرالية للإسلام.
في 20 يناير 1996، توفي حامد أبو النصر، القائد العام لجماعة الإخوان المسلمين المصرية. وكان خليفته النائب الأول لجماعة الإخوان المسلمين، مصطفى مشهور، الذي كان «عضوًا نشطًاً في الجهاز السري (الجهاد السري)» كشاب. وكان قد أمضى ما مجموعه 16 عامًا في السجن وكان يُعتبر من المتعثرين. ورد وزير الداخلية المصري حسن الألفي بخطاب خطير وبعد وقت قصير من غارة على المكاتب المركزية لجماعة الإخوان واعتقال 46 عضوا.
وفي تلك السنة أيضاً، إلى استياء القيادة العليا لجماعة الإخوان، غادرت مجموعة من قادة الجيل المتوسط البارزين جماعة الإخوان وانضمت إلى العديد من الأقباط لتشكيل حزب سياسي جديد، يدعى Wasat ("الوسط")، ويهدف إلى تمثيل "مدني". منصة تستند إلى العقيدة الإسلامية، التي تؤمن بالتعددية وتناوب السلطة ". وقد فاز حزب الوسط بدعم بعض المفكرين العلمانيين المعروفين، لكن طلباته المتكررة بأن يصبح حزبًا سياسيًا قانونيًا قد رُفضت.

### انتخابات 2000
بعد فترة من البحث عن الذات والتقشف، حققت جماعة الإخوان عودة في السنوات الأخيرة، حيث أصبح قادة الجيل المتوسط أكثر تأثيراً داخل المنظمة. في عام 2000، كان الإخوان يديرون 76 مرشحا برلمانيا كمستقلين (بما في ذلك امرأة واحدة، جيحان الحلفاوي، الذي تم استبعاد انتصارها في مقاطعتها عندما ألغت الحكومة الانتخابات هناك)، وفاز بـ 17 مقعدا (عدد الأحزاب المعارضة الأخرى مجتمعة)، على الرغم من الحملة الإعلامية القوية من الحكومة ضدها والقبض على العديد من مرشحيها قبل التصويت بوقت قصير. في عام 2001، عقدت نقابة المحامين انتخابات مفتوحة لمجلسها التنفيذي لأول مرة منذ خمس سنوات؛ من أجل تجنب إحراج النظام، اختار الإخوان خوض ثلث المقاعد فقط، وفازوا بكل ذلك.
في تصريحاتها العلنية، تخلت جماعة الإخوان عن التعصب الديني ومعاداة السامية الذي تم التعبير عنه في جريدتها في السبعينيات. في السنوات الأخيرة قال الناطقون الرسميون إن الأقباط مرحب بهم للانضمام إلى المنظمة (مشيرًا إلى أن حسن البنا كان له أقباط اثنين كمساعدين له، وكان معروفًا بعدم تحيزه تجاه الأقباط). محمد مهدي عاكف، الذي أصبح المرشد العام لجماعة الإخوان المسلمين في عام 2004 عن عمر يناهز 75 عامًا ، قال لقناة الجزيرة في عام 2005:
الإسلام يشجع المسيحيين واليهود ونأمل أن يعاملونا بنفس الطريقة. إن جهل الناس هو ما يسبب لهم ضغينة وليس دينهم.

في السنوات الأخيرة، دعت جماعة الإخوان المسلمين مرارًا وتكرارًا إلى المزيد من الديمقراطية في الشرق الأوسط. عبد المنعم أبو الفتوح، أحد قادة الجيل المتوسط الذي يحظى بالاحترام في كل من جماعة الإخوان المسلمين وحزب الوسط، أخبر مجموعة الأزمات الدولية في عام 2004:
إن غياب الديمقراطية هو أحد الأسباب الرئيسية للأزمة هنا في مصر والشرق الأوسط. يعتقد الإخوان المسلمون أن الحكومات الغربية هي واحدة من الأسباب الرئيسية لعدم وجود ديمقراطية في المنطقة لأنها تدعم الدكتاتوريات في المنطقة العربية والإسلامية بشكل عام، على الرغم من حقيقة أنه ثبت أن غياب الديمقراطية والحرية هي سبب الإرهاب والعنف.

### انتخابات 2005
في عام 2005، بدأت جماعة الإخوان  المشاركة في مظاهرات مؤيدة للديمقراطية مع الحركة المصرية من أجل التغيير (المعروفة أيضًا باسم كفاية، «كافية»)، وتم اعتقال العديد من أعضاء الإخوان المسلمين، أكثر من 700 في مايو 2005 وحده.
في انتخابات 2005 البرلمانية، فاز مرشحو الإخوان، الذين وقفوا كمستقلين، بـ 88 مقعدا  (20٪ من المجموع) لتشكيل أكبر كتلة معارضة، على الرغم من العديد من الانتهاكات  من العملية الانتخابية، بما في ذلك الاعتقال  من مئات من أعضاء الإخوان. وفي الوقت نفسه، فازت أحزاب المعارضة القانونية بـ 14 مقعدًا فقط. أدى هذا إلى إحياء النقاش بين العلمانيين و Coptics حول ما إذا كان سبباً للقلق من صعود جماعة الإخوان المسلمين.

### أحداث ما بعد 2005 الانتخابية
وجهت جماعة الإخوان المسلمين دعوات متكررة لإقامة نظام سياسي أكثر ديمقراطية في مصر وشاركت في مظاهرات مؤيدة للديمقراطية مع حركة كفاية في عام 2005. ومنذ عام 2005 أصبح أعضاء جماعة الإخوان المسلمين في مصر حركة هامة على الإنترنت. في عام 2006، ابتكر عبد المنعم محمود أول مدونة عرفها الإخوان، أنا إخوان (http://ana-ikhwan.blogspot.com). في مقال بعنوان «الإعلام العربي والمجتمع» (http://www.arabmediasociety.com)، تستكشف كورتني سي. رادش من الجامعة الأمريكية كيف توسعت المدونات المصرية إلى عدد من الأعضاء الأصغر سنا، لا سيما النشطاء الذين كانوا متعاطفين مع كفاية والأعضاء الذين يريدون أن يكونوا جزءًا من المناقشة حول مسودة برنامج الحزب. وكثيرا ما ينتقد هؤلاء «الناشطون عبر الإنترنت» المنظمة، مثل رفض النساء والأقباط لأنهم مسموح لهم بالحصول على الرئاسة، وأكثر ليبرالية من نظرائهم في العالم.
أدى نجاحها في عام 2005 إلى "هجوم مضاد حكومي" ضد الإخوان. تم تعديل الدستور المصري في عام 2007 لصالح الأحزاب المسجلة وضد المستقلين، في غير صالح الإخوان المحظور رسميًا الذين لا يستطيعون الترشح إلا كمرشحين مستقلين. في عام 2008 استبعدت الدولة معظم مرشحي الإخوان في انتخابات المجالس المحلية. كما أطلق نظام مبارك موجة من الاعتقالات والمحاكمات العسكرية ضد الإخوان، "وضع الآلاف من الأعضاء العاديين"، ولكنهم أيضاً قادة مهمون "الذين أداروا الجهاز المالي الذي يجتذب ملايين الدولارات من التبرعات وعائدات الاستثمار إلى الحملات الانتخابية". والتواصل الاجتماعي ". وقد أضعف هذا من الحركة، وكذلك بعض المواقف المثيرة للجدل الأخيرة لجماعة الإخوان المسلمين. في عام 2007، وزعت مشروع برنامج لحزبها السياسي المقترح الذي دعا إلى حظر على النساء أو المسيحيين كرئيس لمصر، ولمجلس خاص من رجال الدين الإسلامي لفحص التشريعات البرلمانية. خلال حرب غزة بين عامي 2008 و 2009، دعا بعض قادة الإخوان المسلمين المصريين إلى الذهاب إلى غزة ومقاتلة إسرائيل، على الرغم من معاهدة السلام مصر عام 1979 مع إسرائيل.